# Antônio José Campani
Antônio José Campani (? — ?) foi um político brasileiro.
Foi eleito deputado estadual, pelo PSD, para a 37ª Legislatura da Assembleia Legislativa do Rio Grande do Sul, de 1947 a 1951.